# Chief Secretary for Ireland
Der Chief Secretary (irisch Príomh-Rúnaí, formal Chief Secretary for Ireland) war eine Schlüsselperson der britischen Verwaltung von Irland bis in das 20. Jahrhundert.

## Geschichte
Als erster Chief Secretary for Ireland gilt Sir Edward Waterhouse (1535–1591). In Abwesenheit des Lord Lieutenants of Ireland wurde die Verwaltung in Dublin Castle von den Lords Justices als Kollegium geleitet. Formell war der Chief Secretary for Ireland nur die Nummer zwei in der Verwaltung des Lord Lieutenant. Mit der Bildung des Vereinigten Königreichs Großbritannien und Irland im 19. Jahrhundert saß aber oft der Chief Secretary im britischen Kabinett und nicht der formell höher gestellte Lord Lieutenant. Der Chief Secretary war zudem ex officio Präsident des 1872 geschaffenen Local Government Board for Ireland und ab 1886 auch Kanzler des Order of Saint Patrick. Letzter Amtsinhaber war 1920 bis 1922 Hamar Greenwood.  Das Amt des Chief Secretary wurde 1922 abgeschafft und die Kompetenzen dem President of the Executive Council of the Irish Free State (heute Taoiseach) übertragen.

## Bibliography
- Chris Cook, John Stevenson: British Historical Facts 1760–1830.  The Macmillan Press, 1980, ISBN 0-333-21512-5 (mit Liste der Chief Secretaries auf Seite 31).
- Chris Cook, Brendan Keith: British Historical Facts 1830–1900. The Macmillan Press, 1975, ISBN 0-333-13220-3 (mit Liste der Chief Secretaries auf Seite 52–53).
- David Butler, Gareth Butler: Twentieth-Century British Political Facts 1900–2000. The Macmillan Press, Eighth edition 2000, ISBN 0-333-77222-9 (mit Liste der Chief Secretaries auf Seite 61).